# William Boyett

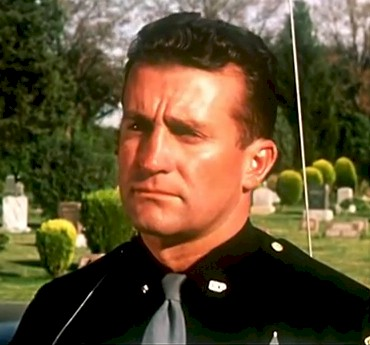
William Boyett (1959)

Harry William Boyett (* 3. Januar 1927 in Akron, Ohio; † 29. Dezember 2004 in Los Angeles, Kalifornien) war ein US-amerikanischer Schauspieler.

## Leben und Wirken
Harry William Boyett wurde in Akron als Sohn von Harry Lee Boyett und Margaret Dora McCubbin geboren und wuchs abwechselnd in Kalifornien und Texas auf. Sein Vater starb im Alter von 36 Jahren nach einem operativen Eingriff. Zeitweise lebte Boyett bei seinen Großeltern in Waco (Texas). Während seiner Zeit an der High School wurde er Sieger eines Talentwettbewerbs für junge Nachwuchsschauspieler und erhielt dadurch erste Engagements im Radio. Später studierte er Schauspiel mit den Schwerpunkten Radio und Fernsehen an der University of Southern California.
Nach seinem Dienst in der Navy während des Krieges begann Boyett als Theaterschauspieler zu arbeiten und hatte Engagements auf verschiedenen Bühnen in Los Angeles und New York City. Ab Anfang der fünfziger Jahre schaffte er den Einstieg ins Filmgeschäft und hatte regelmäßige Auftritte in verschiedenen Filmproduktionen. Dabei musste er sich allerdings hauptsächlich mit kleinen Neben- und Komparsenrollen begnügen, die in den Credits meistens unerwähnt blieben. Erst später konnte Boyett größere Filmrollen bekommen – so ist er dem Publikum vor allem als besessener Krankenhauspatient im Horrorthriller The Hidden – Das unsagbar Böse von 1987 in Erinnerung geblieben.
Boyetts Karriere als Fernsehschauspieler begann ebenfalls Anfang der fünfziger Jahre und führte ihn als Gastdarsteller in mehrere bekannte Serien, darunter Im Wilden Westen (1953), Have Gun – Will Travel (1959) und Rauchende Colts (1965). Eine wiederkehrende Rolle als Polizist spielte er von 1955 bis 1959 in über 60 Episoden der Serienproduktion Streifenwagen 2150. Eine vergleichbare Rolle verkörperte er von 1968 bis 1975 zudem in über 120 Episoden der thematisch ähnlich gelagerten Serie Adam-12. Auch in seinen späteren Jahren wurde er weiterhin für Fernsehserien verpflichtet, darunter für Kultformate wie Schatten der Leidenschaft (1986), Raumschiff Enterprise – Das nächste Jahrhundert (1988) und Hart aber herzlich (1983).
Boyett war im Laufe seines Lebens zweimal verheiratet. Aus seiner zweiten Ehe (1957–2004) stammen eine Tochter und ein Sohn. Am 29. Dezember 2004, wenige Tage vor seinem 78. Geburtstag, verstarb er in Mission Hills an Nierenversagen nach Komplikationen aus einer vorausgegangenen Lungenentzündung.

## Filmografie (Auswahl)
- 1952: Achtung! Blondinengangster (Without Warning!)
- 1952: Teufelskerle des Ozeans (Torpedo Alley)
- 1953: Heiratet Marjorie? (By the Light of the Silvery Moon)
- 1953: Im Wilden Westen (Death Valley Days, Fernsehserie)
- 1954: Hölle 36 (Private Hell 36)
- 1955: Aus dem Leben einer Ärztin (Strange Lady in Town)
- 1955–1959: Streifenwagen 2150 (Highway Patrol, Fernsehserie)
- 1956: Alarm im Weltall (Forbidden Planet)
- 1956: Die Hölle ist in mir (Somebody Up There Likes Me)
- 1956: Jenseits allen Zweifels (Beyond a Reasonable Doubt)
- 1957–1964: Alfred Hitchcock präsentiert (Alfred Hitchcock Presents, Fernsehserie)
- 1958: Immer Ärger mit den Frauen (The Lady Takes a Flyer)
- 1958–1960: Abenteuer unter Wasser (Sea Hunt, Fernsehserie)
- 1959: Have Gun – Will Travel (Fernsehserie)
- 1961–1965: Meine drei Söhne (My Three Sons, Fernsehserie)
- 1965: Rauchende Colts (Gunsmoke, Fernsehserie)
- 1966: Mini-Max (Get Smart, Fernsehserie)
- 1968–1975: Adam-12 (Fernsehserie)
- 1970: Airport
- 1976–1978: Notruf California (Emergency!, Fernsehserie)
- 1977: Washington: Hinter verschlossenen Türen (Washington: Behind Closed Doors, Fernsehserie)
- 1986: Schatten der Leidenschaft (The Young and the Restless, Fernsehserie)
- 1987: The Hidden – Das unsagbar Böse (The Hidden)
- 1988: Raumschiff Enterprise – Das nächste Jahrhundert (Star Trek: The Next Generation, Fernsehserie)
- 1991: Rocketeer (The Rocketeer)
- 1992: Die Zeitungsjungen (Newsies)
- 1995: T-Rex (Theodore Rex)